# Emilios Papathanasíu
Emilios Papathanasíu –en griego, Αιμίλιος Παπαθανασίου– (Atenas, 8 de mayo de 1973) es un deportista griego que compitió en vela en la clase Finn.
Ganó cinco medallas en el Campeonato Mundial de Finn entre los años 2000 y 2006, y tres medallas en el Campeonato Europeo de Finn entre los años 1997 y 2007. Participó en cinco Juegos Olímpicos de Verano, entre los años 1996 y 2012, ocupando el quinto lugar en Atenas 2004, en la clase Finn.

## Palmarés internacional
| \| Campeonato Mundial \| Campeonato Mundial \| Campeonato Mundial \| Campeonato Mundial \| \| Año \| Lugar \| Medalla \| Clase \| \| ------------------ \| --------------------------- \| ------------------ \| ------------------ \| \| 2000 \| Weymouth (Reino Unido) \| Medalla de bronce \| Finn \| \| 2001 \| Marblehead (Estados Unidos) \| Medalla de bronce \| Finn \| \| 2002 \| Atenas (Grecia) \| Medalla de bronce \| Finn \| \| 2005 \| Moscú (Rusia) \| Medalla de plata \| Finn \| \| 2006 \| Split (Croacia) \| Medalla de plata \| Finn \| \| Campeonato Europeo \| \| \| \| \| Año \| Lugar \| Medalla \| Clase \| \| 1997 \| Split (Croacia) \| Medalla de bronce \| Finn \| \| 2001 \| Malcesine (Italia) \| Medalla de oro \| Finn \| \| 2007 \| Balatonfüred (Hungría) \| Medalla de bronce \| Finn \| |                             |                   |       |
| Campeonato Mundial |                             |                   |       |
| Año | Lugar                       | Medalla           | Clase |
| 2000 | Weymouth (Reino Unido)      | Medalla de bronce | Finn  |
| 2001 | Marblehead (Estados Unidos) | Medalla de bronce | Finn  |
| 2002 | Atenas (Grecia)             | Medalla de bronce | Finn  |
| 2005 | Moscú (Rusia)               | Medalla de plata  | Finn  |
| 2006 | Split (Croacia)             | Medalla de plata  | Finn  |
| Campeonato Europeo |                             |                   |       |
| Año | Lugar                       | Medalla           | Clase |
| 1997 | Split (Croacia)             | Medalla de bronce | Finn  |
| 2001 | Malcesine (Italia)          | Medalla de oro    | Finn  |
| 2007 | Balatonfüred (Hungría)      | Medalla de bronce | Finn  |